# Gottfried Travelmann
Gottfried Travelmann († 27. September 1391 in Dorpat) war ein Bürgermeister der Hansestadt Lübeck.

## Leben
Gottfried Travelmann stammte aus einem Erbmänner-Geschlecht in Münster. Er hatte die Stadt zwischen 1379 und 1390 bereits mehrfach auf in Lübeck abgehaltenen Hansetagen vertreten, bevor er 1390 vom Rat der Stadt zum Bürgermeister erwählt wurde. Bewährt hatte er sich vorher auch als Schiedsrichter im Dauerstreit zwischen dem Stift Dorpat und Bo Jonsson Grip, dem schwedischen Statthalter in Finnland. Als Kaufmann ist für ihn belegt, dass er gemeinsam mit Gerhard Darsow den Pfundzoll, der in Reval erhoben wurde, von den Städten der Hanse kaufte. Auch wurden seine Handelswaren 1390 bei Soltau durch Herzog Heinrich I. beschlagnahmt.
1391 war er gemeinsam mit dem Ratsherrn und späteren Bürgermeister Johann Niebur Gesandter der Stadt in Livland als Mediator in einem Streit zwischen dem Erzbischof von Riga, Johann IV. von Zinten, und dem Landmeister des Deutschen Ordens, Wennemar von Bruggenei. Wichtiger war jedoch der geplante Besuch im Kontor der Hanse in Nowgorod, dem Peterhof, der nach dem vorweggegangenen Handelsboykott gegen Russland erneut Normalität herstellen sollte.
1391 verstarb Travelmann auf der gemeinsam mit Johann Niebur begonnenen Livland-Reise in Dorpat. Niebur musste die diplomatische Mission in Russland im Folgejahr allein zu Ende führen.

## Quelle
1. ↑  Emil Ferdinand Fehling: Lübeckische Ratslinie. Lübeck 1925. Nr. 406; zitiert dazu die Detmar-Chronik nach Grautoff, Teil 1, S. 355: Sin dot was menigen minschen leth, wante he was en berve satich man